# クーテルセルカの戦い
クーテルセルカの戦いは継続戦争での戦い。クーテルセルカ近郊でVT線を防衛するフィンランド側とソ連側が衝突した。
6月14日朝、ソ連軍はクーテルセルカ近郊を猛爆撃した後、第21軍が前進を開始した。フィンランド第53連隊は抵抗するも猛砲撃を受け潰走。一部の部隊は必死で防衛線で抵抗を試みたもののやはり敗走、フィンランド側は更に第48連隊の一部戦力を投入して防衛を行ったものの突破口の拡大を防ぐ程度しかできなかった。ソ連軍は14日昼には防衛線を突破した。ソ連軍は、クーテルセルカを素通りし、VT線を包囲しようとしていた。
これに対し、クーテルセルカの突破口を塞ぐため、フィンランド軍はアルベルト・プロマ大佐のもと、別働隊を組織、第1猟兵旅団や突撃砲大隊など歩兵や戦車、対空車両を投入し、準備砲撃の後6月14日の夜から攻撃を行った。しかし、ソ連軍の反撃を受け6月15日の午後には攻撃を中止、クーテルセルカから撤退した。
クーテルセルカでの反撃に失敗し、ソ連軍がクーテルセルカを確保したことによってフィンランド軍は防衛線を包囲される可能性が高まり連鎖的に戦線が崩壊、フィンランド軍は全部隊ともVT線を放棄し、ソ連軍の進攻を遅延させながら次の防衛線VKT線まで撤退した。